# Semaforo di Montegrosso
Il semaforo di Montegrosso è un semaforo marittimo dismesso dell'isola d'Elba situato presso l'omonimo promontorio che si eleva all'estremità settentrionale dell'isola, nel territorio comunale di Rio, tra le acque del mar Ligure sud-orientale e il canale di Piombino.

## Storia
Il semaforo, già attestato nel Catasto leopoldino del 1842, venne attivato dalla Regia Marina per monitorare il traffico marittimo nel tratto tra il mar Ligure e il canale di Piombino, in prossimità della costa settentrionale e di quella orientale dell'isola d'Elba, oltre che per l'illuminazione notturna dell'estremità nord-orientale dell'isola ai natanti in transito nei medesimi tratti marini. Nel 1917 venne attivato anche un osservatorio meteorologico che ha registrato i dati fino al 1960, anno in cui venne probabilmente decisa la definitiva dismissione dell'infrastruttura, che nel corso della seconda metà del Novecento non risultava più operativa. Nel corso della seconda guerra mondiale l'infrastruttura venne adibita a punto di avvistamento contraereo.

## Architettura
Del complesso si è conservato il fabbricato principale in muratura, con conci di pietra angolari, che è rimasto oramai privo del tetto di copertura sommitale e di porte e finestre, oltre a due edifici secondari situati nelle sue vicinanze, uno dei quali ospitava le abitazioni degli addetti della Marina Militare che vi prestavano servizio e l'altro adibito a deposito.
Il fabbricato principale, disposto su due livelli, è costituito da due corpi di fabbrica addossati tra loro, quello principale a pianta rettangolare ed un altro a sezione semicircolare addossato sul lato settentrionale di cui si conserva un unico livello. La facciata principale del complesso è rivolta a sud e presenta i resti del portone d'ingresso sovrastato da un arco tondo, che si apre nella parte centrale; sulla medesima facciata si aprono tre finestre, due rettangolari che affiancano il portone d'ingresso su ciascuno dei due lati ed una quadrata che si apre al centro della parte superiore del fronte meridionale. Altre finestre rettangolari si aprono lungo le pareti laterali e lungo la facciata posteriore del complesso a forma semicircolare.